# 宣武门外大街
39°53′44″N 116°22′06″E / 39.89550°N 116.36828°E
宣武门外大街是位于中国北京市西城区中南部的一条大街，因位于北京内城宣武门外而得名。

## 简介
宣武门外大街北起宣武门，与宣武门内大街、宣武门西大街、宣武门东大街衔接，南至菜市口，与菜市口大街、广安门内大街、骡马市大街衔接。宣武门为北京内城右池的城门。明朝定都北京后，将元大都南城墙南拓。明朝正统四年（1439年），修建了城楼、瓮城，并将元大都的顺承门改称“宣武门”，其下的大街称“宣武门大街”。宣武门取“宣扬武功”之意。清朝乾隆时，称“宣武门外大街”。1965年整顿地名时，沿用此名，仍称“宣武门外大街”。
清朝，宣武门是被判处决的犯人经常经过的门。秋斩时，犯人出宣武门赴菜市口就斩。据称，宣武门外大街北端箭楼下吊桥西边立有一座石碣，上书“后悔迟”三个字。
宣武门外大街俗称“顺承门大街”。辽朝在安东门外郊野。金朝大约为金中都光泰门街的位置（位于今宣武门以南）。清同治四年（1865年），英国商人杜兰德（Trent）在北京宣武门外大街擅自铺设了一条0.5公里长的展览铁路（也称广告铁路），这是中国国土上首次出现铁路及蒸汽机车。清政府因其“殊甚骇怪”命令拆除。
原来，宣武门外大街东侧有陕西韩城会馆，此处原为乾隆年间的状元王杰的寓所，后来其寓所义捐作会馆，此地今为北京庄胜崇光百货商场等单位占用。向南原来有规模十分庞大的江西会馆、《晨报》编辑部、北京最早的自来水厂等单位。宣武门外大街东侧原有灵石会馆。再向南原为歙县会馆，中国货币改革家王茂荫曾在此居住，他是马克思《资本论》中提到的唯一一位中国人，此处还是国画家黄宾虹的住处。再向南原为宣武门外大街小学，前身是义和团团民进北京后最早烧毁的美国教堂。再向南原为春明学校，文艺家白杨、林海音曾在此就读。再向南便是清朝菜市口刑场。
如今，宣武门外大街地下铺有北京地铁4号线，地面上北端设有宣武门站，南端设有菜市口站。